# Molendoa schliephackei
Molendoa schliephackei là một loài Rêu trong họ Pottiaceae. Loài này được (Limpr.) R.H. Zander mô tả khoa học đầu tiên năm 1993.